# The End of Violence
Pour plus de détails, voir Fiche technique et Distribution.
The End of Violence, ou La fin de la violence au Québec, est un film américain réalisé par Wim Wenders, sorti en 1997.

## Synopsis
Tout réussit au producteur multimédia Mike Max jusqu'au jour où son assistante l'informe qu'un dossier confidentiel du FBI a atterri dans sa boîte mail tandis que Page, sa femme, menace de le quitter. Dans ce film, Wim Wenders continue sa réflexion sur le pouvoir des images et des histoires.

## Fiche technique
- Titre original et français : The End of Violence
- Titre québécois : La fin de la violence
- Réalisation : Wim Wenders
- Scénario : Nicholas Klein
- Pays de production :  États-Unis
- Société de production : Metro-Goldwyn-Mayer
- Format : Couleurs - 2,35:1 - Dolby - 35 mm
- Genre : Thriller
- Durée : 122 minutes
- Date de sortie : 12 septembre 1997

## Distribution
Légende : Version Française = VF[réf. nécessaire] et Version Québécoise = VQ
- Bill Pullman (VF : Pascal Renwick ; VQ : Daniel Picard) : Mike Max
- Andie MacDowell (VF : Odile Cohen ; VQ : Marie-Andrée Corneille) : Page
- Gabriel Byrne (VF : Vania Vilers ; VQ : Jean-Luc Montminy) : Ray Bering
- Traci Lind (VF : Anne Canovas ; VQ : Claudine Chatel) : Cat
- Rosalind Chao (VF : Édith Barijaona) : Claire
- K. Todd Freeman (VF : Thierry Desroses) : Six O One
- Chris Douridas (VF : Daniel Lafourcade) : technicien
- Pruitt Taylor Vince (VF : Jean-Loup Horwitz ; VQ : Luc Durand) : Frank Cray
- John Diehl (VQ : Jean-Marie Moncelet) : Lowell Lewis
- Soledad St. Hilaire (VF : Catherine Artigala) : Anita
- Nicole Ari Parker (VF : Annie Milon ; VQ : Violette Chauveau) : Ade
- Daniel Benzali (VF : Jean Lescot) : Brice Phelps
- Samuel Fuller (VF : Henri Labussière) : Louis Bering
- Marshall Bell (VF : Benoît Allemane ; VQ : Alain Clavier) : Shérif Call
- Frederic Forrest (VF : Michel Muller) : Ranger MacDermot
- Loren Dean (VF : Eric Etcheverry ; VQ : Gilbert Lachance) : 'Doc' Dean Brock
- Enrique Castillo (VF : Jo Camacho ; VQ : Hubert Fielden) : Ramon
- Sal Lopez (VQ : Marco Ledezma) : Tito
- Ulysses Cuadra (VQ : Manuel Aranguiz) : Jose
- Udo Kier (VF : Patrice Keller ; VQ : Éric Gaudry) : Zoltan Kovacs
- Peter Horton (VF : Gilles Grouard ; VQ : Thierry Langerak) : Brian
- Reg Rogers (VF : Frédéric Gonarit) : Jack